# Palmer Luckey
Palmer Freeman Luckey (né le 19 septembre 1992) est le cofondateur et PDG d'Oculus VR et co-créateur du casque Oculus Rift, l'un des précurseurs des casques de réalité virtuelle.

## Biographie

### Oculus Rift
En 2012, Palmer Freeman Luckey participe au lancement du premier prototype de l'Oculus Rift après une campagne de financement collaboratif sur Kickstarter qui lui rapporte 2,4 millions de dollars. 

### Facebook
En 2014, Facebook acquiert Oculus VR pour 2 milliards de dollars. Palmer Luckey intègre alors l'entreprise de Mark Zuckerberg.
Le 31 mars 2017, Palmer Luckey démissionne officiellement de Facebook après plusieurs mois d'absence et de silence médiatique.

### Anduril Industries
En juin 2017, Luckey cofonde la société de technologie de défense Anduril, avec les anciens dirigeants de Palantir Technologies Matt Grimm, Trae Stephens et Brian Schimpf, et le responsable du matériel Oculus Joe Chen. Anduril, comme Palantir, porte le nom d'un objet tiré des écrits fantastiques de J. R. R. Tolkien.
En mars 2018, Anduril lance un programme pilote pour le gouvernement américain afin de détecter les immigrants illégaux qui tentent d'entrer au Texas depuis le Mexique ; le programme a permis d'interpeller 55 individus au cours de ses 12 premiers jours d'existence. Le système développé fusionne la réalité virtuelle avec les outils de surveillance pour créer un mur numérique qui n'est pas tant une barrière qu'un réseau d'yeux équipés d'une intelligence artificielle (IA) pour repérer automatiquement les immigrants illégaux tentant de franchir la frontière. 
En septembre 2020, Anduril présente un nouveau drone, le Ghost 4, visant à utiliser le potentiel de l'IA dans les systèmes militaires. Selon M. Luckey, la première génération du drone peut effectuer diverses missions de reconnaissance en essaim, notamment la recherche de matériel ou de soldats ennemis dans une zone donnée, sous le contrôle d'une seule personne sur le terrain. Le véhicule utilise l'apprentissage machine pour analyser l'imagerie et identifier les cibles. Selon Luckey, le système pourrait être armé mais ce n'est pas encore le cas.

## Activités politiques
En septembre 2016, il est rapporté que Luckey a fait un don de 10 000 dollars à Nimble America, un groupe pro-Donald Trump qui a mené une campagne présentant la candidate démocrate de 2016, Hillary Clinton, avec la légende Too Big To Jail,,,,,,,,. Il soutient également Donald Trump lors de la présidentielle de 2020.